# قره‌یالان
قره‌یالان (به ترکی استانبولی: Karayılan) شهری است در کشور ترکیه که در استان ختای واقع شده‌است. جمعیت این شهر بر اساس سرشماری سال ۲۰۰۸ میلادی ۹٬۹۷۲ نفر و بر اساس برآوردهای سال ۲۰۰۹ میلادی ۹٬۳۳۳ نفر می‌باشد.مردم این  شهر  به زبان  کردی کرمانجی حرف می زنند. با اقلیتی  عرب زبان